# Nepenthes ventricosa
Nepenthes ventricosa Blanco, 1837 è una pianta carnivora della famiglia Nepenthaceae, endemica delle Filippine, dove cresce a 1000–2000 m.

## Conservazione
La Lista rossa IUCN classifica Nepenthes ventricosa come specie a rischio minimo (Least Concern).